# Ga Thảo Điền
Ga Thảo Điền là một trong những nhà ga tàu điện của Tuyến số 1 và tuyến Monorail 2, nằm tại phường Thảo Điền, thành phố Thủ Đức, Thành phố Hồ Chí Minh.

## Lịch sử
Dự kiến khai trương vào năm 2024.

## Bố trí ga
| L2 Tầng ke ga                   | Ke ga bên, cửa sẽ mở ở bên phải                                                   | Ke ga bên, cửa sẽ mở ở bên phải                                                     |
| Ke ga 1                         | ← L1 Tuyến 1 đi Tân Cảng (Hướng đi Bến Thành) Chuyển sang L5 Tuyến 5 ở ga kế tiếp |                                                                                     |
| Ke ga 2                         | L1 Tuyến 1 đi An Phú (Hướng đi Bến xe Suối Tiên) →                                |                                                                                     |
| Ke ga bên, cửa sẽ mở ở bên phải |                                                                                   |                                                                                     |
| L1 Tầng trung chuyển            | Tầng 1                                                                            | Khu bán vé, khu thương mại, khu bộ phận kỹ thuật, khu cổng ra vào và cổng kiểm soát |
| G                               | Mặt đất                                                                           | Cổng ra vào, bãi đậu xe và khu bộ phận kỹ thuật                                     |

## Kết nối

### Xe buýt
Ga Thảo Điền kết nối với các tuyến xe buýt  6, 10, 30, 52, 53, 55, 56, 67, 104, 150, 60-3, 60-7 và 72-1 tại trạm Cầu Đen trên đường Võ Nguyên Giáp; các tuyến xe buýt  43 tại trạm Công viên dạ cầu Sài Gòn trên đường Trần Não và trạm Quốc Hương trên đường Quốc Hương.

## Vùng xung quanh
- Pearl Center
- Cầu Sài Gòn
- Bến Bình An (Buýt đường sông Thành phố Hồ Chí Minh)